# 파이리
《파이리》(ヒトカゲ 히토카게[*], 영어: Charmander 찰맨더[*])는 포켓몬스터 시리즈에 등장하는 가공의 캐릭터(몬스터)이다. 한국명인 '파이리'는 영어로 불을 뜻하는 'Fire'와 꼬리의 합성어이다.

## 게임에서의 파이리
《포켓몬스터 적·녹·청》 및 《포켓몬스터 파이어 레드·리프 그린》에서 최초에 선택할 수 있는 포켓몬 3종류(이상해씨, 파이리, 꼬부기) 중의 하나이며, 야생에서는 출현하지 않는다.
포켓몬 던전에선 팀 ACL의 최종 진화형인 FLR의 구성원인 케이시,애버라스의 최종진화형과 함께 구성원으로 나온다.

## 애니메이션에서의 파이리
지우의 포켓몬으로 등장한다. 원래는 나이기라는 트레이너의 포켓몬이었지만, 약하다는 이유로 버려진 것을 지우 일행이 구출하여 그것을 계기로 지우의 포켓몬이 된다. 후에 폭주하는 나시들을 화염방사로 제정신으로 되돌린 후, 리자드로 진화한다. 하지만 리자드로 진화하고서부터 말을 안듣기 시작한다. 고대 포켓몬과 싸우면서 리자몽으로 진화한다. 오렌지제도에서 강챙이와의 시합에서 패하고 지우가 보살펴 준 것을 계기로 말을 듣게 된다. 성우는 차명화.
또, 지우의 라이벌 중 한 명인 훈의 포켓몬으로 등장한다. 닉네임은 쥐포가 아닌 '지포'이며 후에 리자드로 진화했다.
단편 애니메이션《포켓몬 불가사의 던전 출동 포켓몬 구조대 파이팅즈!》에서도 등장한다.
《포켓몬스터 디 오리진》에서 레드가 선택한 포켓몬으로 등장한다. 레드와 같이 모험을 하며 2화에서 리자드로 진화하고, 3화에서는 리자몽으로 최종진화까지 한다. 또한 비주기가 소년 시절을 회상하는데 그때 사용했던 포켓몬이 파이리였다.

## 진화
파이리는 16레벨 때 리자드로 진화하며, 리자드는 36레벨 때 리자몽으로 진화한다.

## 같이 보기
- 포켓몬스터
- 포켓몬의 목록